# سوفیا ماکاری
سوفیا ماکاری (اسپانیایی: Sofía Maccari‎؛ زادهٔ ۳ ژوئیهٔ ۱۹۸۴) بازیکن هاکی روی چمن اهل آرژانتین است. وی در بازی‌های المپیک تابستانی ۲۰۱۲ برای تیم ملی هاکی روی چمن زنان آرژانتین شرکت و مدال نقره را به دست آورد. سوفیا همچنین جام قهرمانان را در سال ۲۰۱۲ و مدال نقره بازی‌های پان امریکن ۲۰۱۱ را کسب کرده‌است. ماکاری به عنوان یکی از بازیکنان برجسته هاکی روی چمن جهان شناخته می‌شود و در سال‌های گذشته در تورنمنت‌ها و رقابت‌های بین‌المللی بسیار موفق بوده است. او در سال ۲۰۱۴ از حرفه بازیگری خود با تیم ملی بازنشسته شد.